# Петар Шегвич
Петар Шегвич (хорв. Petar Šegvić; нар. 25 червня 1930, Спліт, Хорватія — пом. 7 червня 1990, там само) — югославський академічний веслувальник хорватського походження. Олімпійський чемпіон (1952).

## Життєпис
На літніх Олімпійських іграх 1952 року в Гельсінкі (Фінляндія) став олімпійським чемпіоном серед четвірок розпашних без стернового (з результатом 7:16.0).